# Pseudosymmorphus prophetus
Pseudosymmorphus prophetus är en stekelart som först beskrevs av Giordani Soika 1952.  Pseudosymmorphus prophetus ingår i släktet Pseudosymmorphus och familjen Eumenidae. Inga underarter finns listade i Catalogue of Life.